# Mulheres rabinas e estudiosas da Torá
As mulheres rabinas são mulheres judias que estudaram direito judaico e receberam a ordenação rabínica. Na década de 1930, a primeira mulher rabina dos tempos modernos foi oficialmente ordenada. Regina Jonas foi ordenada em Berlim, em 1935. Jonas foi assassinada pelos nazis durante o Holocausto e a sua existência era praticamente desconhecida nas décadas que se seguiram à Segunda Guerra Mundial. A partir do final dos anos 60 e início dos anos 70, os esforços para mudar o status quo das mulheres começaram a ganhar ímpeto e apoio institucional. A Federação Nacional das Irmandades do Templo, liderada por Jane Evans, fez campanha pública pelo reconhecimento das mulheres rabinas. Desde os anos 70, mais de 1.200 mulheres judias foram ordenadas como rabinas.
A situação das mulheres rabinas no Judaísmo ortodoxo é mais complexa. Embora as mulheres ortodoxas tenham sido ordenadas como rabinas, muitas comunidades e instituições judaicas ortodoxas não aceitam a mudança. Numa abordagem alternativa, algumas instituições judaicas ortodoxas treinam as mulheres como estudiosas da Torah para vários papéis de liderança religiosa judaica. Estes papéis envolvem frequentemente a formação de mulheres como autoridades religiosas na lei judaica, mas sem ordenação rabínica formal, usando títulos alternativos em vez disso.

## Tradições bíblicas e talmúdicas

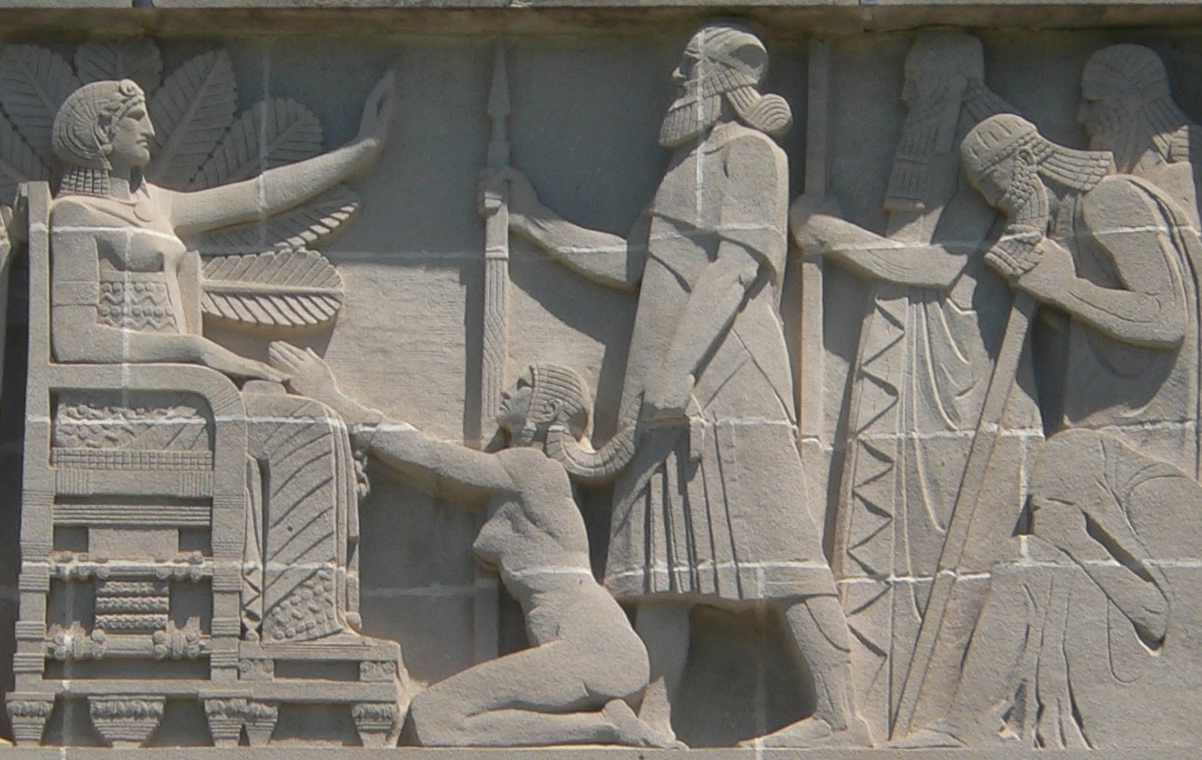
Mural retratando Deborah servindo como juíza

Esta visão das mulheres hebraicas antigas parece mudar nos últimos livros da Bíblia. A figura bíblica de Débora, a profetisa, é descrita como um juiz (Juízes 4-5). De acordo com algumas fontes rabínicas tradicionais, a função judicial de Débora preocupava-se principalmente com o direito religioso. Assim, de acordo com esta visão, Débora foi a primeira autoridade legal religiosa feminina no judaísmo, equivalente à função rabínica contemporânea do posek (decisão rabínica da lei judaica). Outras fontes rabínicas compreendem a história bíblica de Débora no sentido de que o seu papel era apenas o de uma líder nacional e não o de uma autoridade legal.
Nas lendas do Talmudic, as mulheres são frequentemente excluídas do projecto de interpretação rabínica e de tomada de decisões legais. No entanto, a figura Talmúdica de Bruriah (esposa do rabino Meir) é descrita como participação em debates jurídicos judaicos, desafiando os rabinos da época. Além de Bruriah, outra mulher Talmúdica, Yalta (esposa de Rav Nachman e filha do Exilarch) é conhecida pela sua bolsa de estudo.

## Era moderna

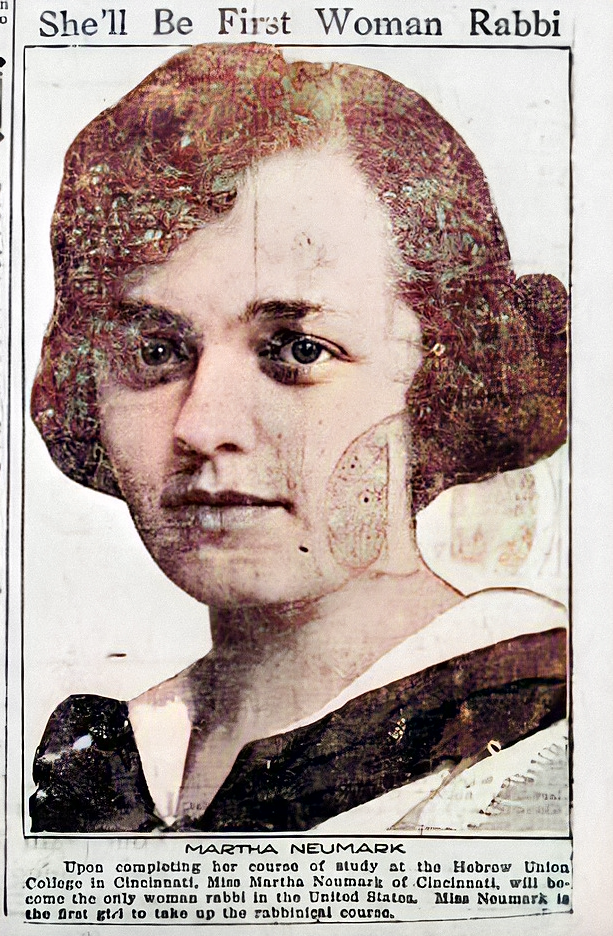
Recorte de jornal de Martha Neumark, a primeira mulher judia americana a ser admitida na escola rabínica.

A possibilidade de as mulheres rabinas serem aceites pela maioria começou no final do século XIX. Um relatório de 1871 sobre o início da carreira de Susanna Rubinstein apontou a sua bolsa de estudo como uma indicação da possibilidade das mulheres rabinas. No Congresso das Mulheres Judias de 1893, alguns oradores apelaram para que as mulheres fossem ordenadas como rabinas. Durante a década de 1890, uma jovem mulher que vivia na fronteira americana chamada Ray Frank assumiu um papel de liderança religiosa, proferindo sermões, dando palestras públicas, e lendo as escrituras. Em 1904, o Conselho Nacional das Mulheres Judias em Nova Iorque anunciou que Henrietta Szold iria prosseguir os estudos rabínicos, mas que não receberia um diploma após a sua conclusão. Em 1908, Anna G. Abelson de Akron, Ohio, assumiu o papel de rabino na ausência do seu marido.
Em 1920, Martha Neumark foi admitida no Colégio da União Hebraica (HUC) do Judaísmo Reformador. Diz-se também que ela liderou serviços numa congregação em Frankfort, Michigan. A sua admissão no programa rabínico do HUC resultou numa resolução de 1922 da Conferência Central dos Rabinos Americanos (CCAR) que permitiu a ordenação de mulheres; contudo, em 1923, o conselho de administradores do Hebrew Union College votou para proibir a ordenação de mulheres. Neumark retirou-se do programa rabínico após completar sete dos nove anos necessários para a sua conclusão.
Sally Priesand tornou-se a primeira mulher formalmente ordenada rabina no judaísmo reformista em 1972. Desde então, o Colégio da União Hebraica do Judaísmo Reformador ordenou centenas de mulheres rabinas.

## Televisão e cinema
Os rabinos aparecem em vários programas de televisão, incluindo:
- Transparente (2014-2017) - no programa e no filme subsequente de 2019, Kathryn Hahn desempenha o papel da rabina Rachel Fein. Fein é uma personagem notável na série que é descrita como uma pessoa bem redonda cujo trabalho, tal como escrever um sermão para Pessach enquanto caminha na floresta, se relaciona com as experiências dos rabinos da vida real.[30][31]